# Negaim (Talmud)
Negaim (en hebreo: מסכת נגעים) (transliterado: Masejet Negaim ) es el tercer tratado del orden de Tohorot en la Mishná. El tratado consta de catorce capítulos. Negaim describe las diversas formas de tzarath, una enfermedad parecida a la lepra mencionada en la Torá, que afectaba a la gente, a la ropa, y a los hogares. El tratado describe los diferentes tipos de manchas sintomáticas de la enfermedad, y los diversos rituales involucrados en la purificación de alguien que ha sido afectado por ella. No hay una Guemará para Negaim en ninguno de los dos Talmuds.